# ザンドラ・ローズ
ザンドラ・ローズ（Dame Zandra Lindsey Rhodes DBE,1940年9月19日 - ）は、イギリスのファッションデザイナーおよびテキスタイルデザイナーである。
ダイアナ妃、フレディ・マーキュリー、マーク・ボラン、エリザベス・テイラーなど多くの著名人の衣装をデザインし、家具やホームウェアに自身のプリントを施したインテリア用テキスタイルも手掛けた。2003年にはロンドンにファッション＆テキスタイル博物館を設立した。
50年以上にわたるキャリアの中で、ローズはファッション業界への貢献を認められ、数々の賞を受賞している。1979年にはデイタイム・エミー賞（舞台芸術部門 衣装デザイン）を受賞し、1972年にはデザイナー・オブ・ザ・イヤーに選ばれた。2019年にはウォルポール英国ラグジュアリー・レジェンド賞を受賞している。また、2012年には英国王立郵便が発行した「グレート・ブリティッシュ・ファッション」記念切手に、彼女のドレスがデザインとして採用された。

## 生い立ちと教育
ローズは1940年9月19日、イギリスのケント州チャタムで生まれた。彼女の母はパリのハウス・オブ・ワースの仕立て職人（フィッター）であり、後にメドウェイ・カレッジ・オブ・アート（現UCA芸術大学）の教授となった。父はエジプトで空軍に所属しており、後にトラック運転手となった。ローズが生まれてから3年後、母は妹のベバリー・ローズを出産した。ローズの母はファッション業界での職歴があったため、ローズは幼少期にその影響を受けた。彼女は母を最も大きな影響を与えた人物の一人であり、現在のキャリアは母親のおかげだと述べている。
ローズは最初にメドウェイ・カレッジ・オブ・アートで学び、イギリスでテキスタイルプリントデザインを専攻した。ポップアーティストのロイ・リキテンスタイン、アンディ・ウォーホル、そしてテキスタイルデザイナーのエミリオ・プッチなどが、ザンドラ・ローズの初期の影響を与えた人物の一部である。テキスタイルデザインの講師バーバラ・ブラウンは、彼女の学業期間中にテキスタイルデザインへの関心を引き出した。その後、ローズはロイヤル・カレッジ・オブ・アートで奨学金を得てさらなる教育を受けた。彼女は家具を製作するために多くのデザイナーが生み出していた伝統的なパターンから離れた。ローズは衣服を作るためにパターンをデザインするスキルを活用した。1964年、ザンドラ・ローズは家庭用家具テキスタイルデザインの学位を取得した。

## キャリア

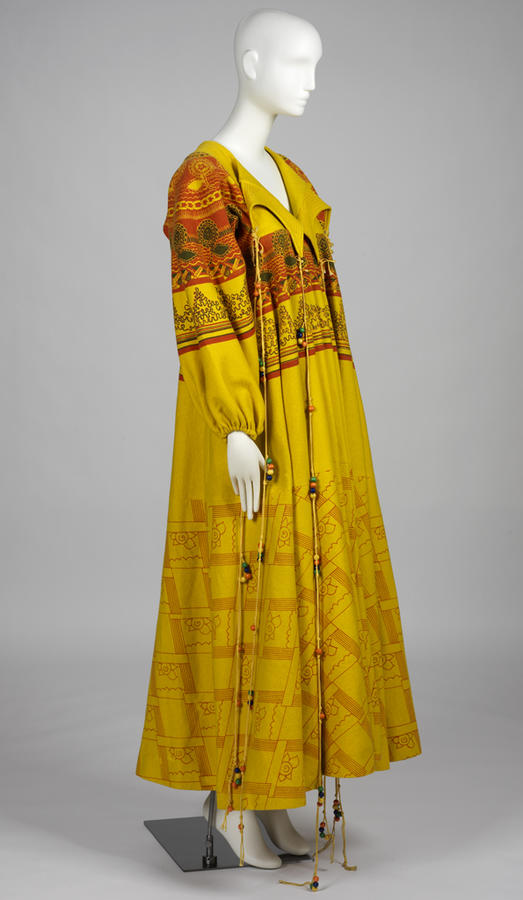
サーキュラーコート 1969. (RISD Museum)

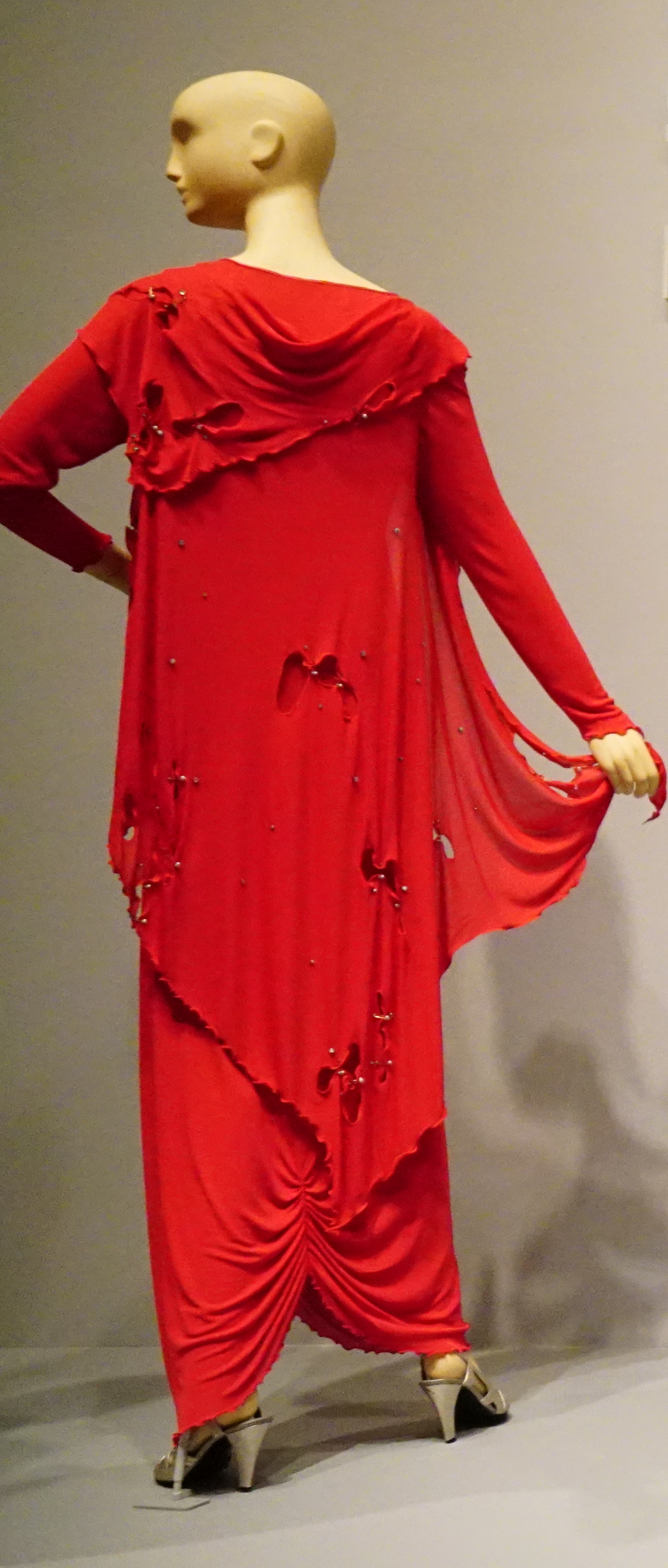
コンセプチュアル・シック, 1977-78

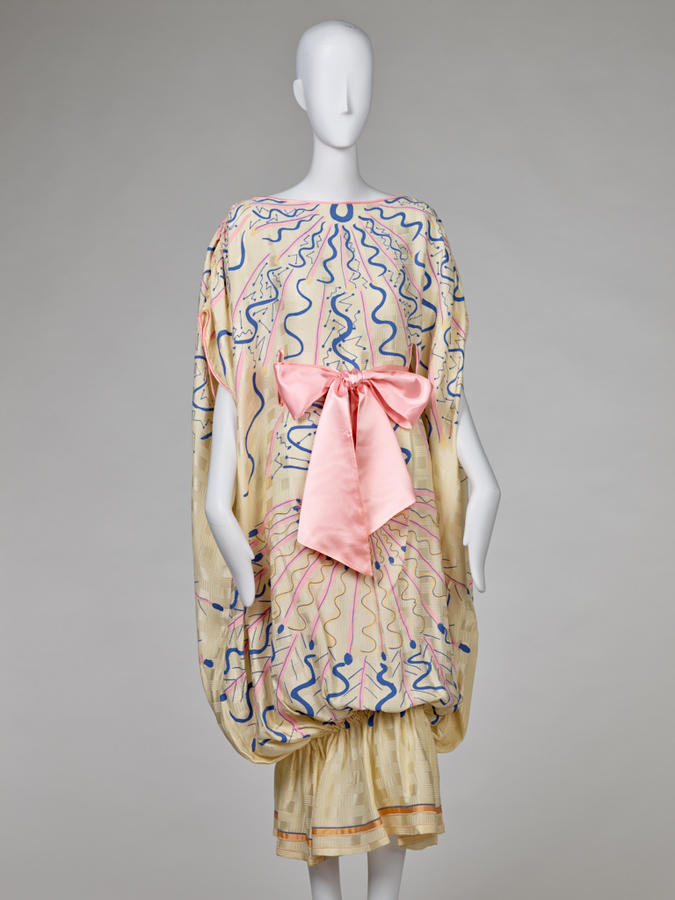
1978年秋冬 バブルドレス, (RISD Museum)

ローズの初期のテキスタイルファッションデザインは、伝統的なイギリスの製造業者たちには奇抜すぎるものと考えられ、仕事を見つけるのが困難だった。1968年、ローズはファッションデザイナーのシルビア・エイトンと共に事業を始めた。二人は「フラム・ロード・クローズ・ショップ」という名のブティックを開店した。この事業により、ローズはエイトンがデザインした衣服に自身のテキスタイルデザインを施すことができるようになった。そして、ゆったりとしたロマンティックな衣服を初めてコレクションとして発表した。
1969年、ローズとエイトンは別々の道を歩むことになり、ローズはロンドン西部のパディントンに自身のスタジオを設立した。フリーランスとして初めての単独コレクションを発表すると、イギリスとアメリカの市場の両方から評価を得た。当時のアメリカン・ヴォーグの編集者であったマリット・アレンは、ローズのコレクションの作品を誌面で取り上げた。アレンからの評価により、アンリ・ベンデル、フォートナム・アンド・メイソン、ニーマン・マーカス、サックスといった高級小売店がローズのコレクションを購入するようになった。
ローズ自身のライフスタイルは、彼女のデザインと同様に劇的で魅力的で型破りなものだった。鮮やかな緑色の髪（後にピンク、時には赤やその他の色に変更）、シアトリカルなメイク、首や耳、腕から揺れる大胆なアートジュエリーで、彼女は国際的なファッション界に自身の個性を刻み付けた。
ローズは、1970年代にロンドンを国際的なファッションシーンの最前線に押し上げた、イギリスの新世代デザイナーの一人だった。彼女のデザインは、明確で創造的な主張を持ち、ドラマティックでありながら優美で、大胆だと評価されている。ローズのインスピレーションは、有機的な素材と自然から得られていた。彼女の型破りで色彩豊かなプリントの多くは、旅からインスピレーションを受けており、ウクライナのシェブロン・ストライプ、北米インディアンのシンボル、日本の花、書道、貝殻などがモチーフとなっていた。衣服の構造に対する彼女のアプローチは、裏返しにした露出した縫い目や、パンク時代における装飾的な安全ピンやほつれの使用に見ることができる。
ローズは、独自のテキスタイルを使用して、ハンドメイドのイブニングウェアを作り出した。作られる衣服それぞれに、異なる種類のスタイルが組み込まれていた。1977年、彼女は「コンセプチュアル・シック」と呼ばれるパンクのアレンジで最大の話題を呼んだ。ヴェルサーチより10年も前に、穴を開けて装飾的な安全ピンを付けたドレスを作り出し、それを一種の刺繍として使用し、シルクジャージーや当時新しく開発されたウルトラスエード生地に、ゆるやかに描かれた図柄をスクリーンプリントと組み合わせた。
衣服を作る際には、構造に多くの考察が注がれた。シンプルな形状が、ローズの衣服の基礎となっている。形状の基礎は、彼女のプリントの効果を最大限に引き出す増幅器として機能する。この効果は、レイヤリング、スモッキング、シャーリングなどの技法を用いて実現された。ドレスの形状を基本としながらも、ザンドラ・ローズの全ての衣服は、彼女独特のプリントデザインを中心に構築されている。
ローズはダイアナ妃のためにデザインを手がけ、現在も王族やセレブリティのためにデザインを続けている。特に、ロックミュージシャンのための衣装デザインでも知られており、グラムロックの先駆者であるT・レックスのマーク・ボランや、クイーンのフレディ・マーキュリーとブライアン・メイのための衣装をデザインした。

### 多岐にわたるデザイン
ローズはファッションの枠を超えて、自身のテキスタイルを他のデザイン分野にも展開した。1976年、ワムサッタ（Wamsutta Mills）とのライセンス契約のもと、初めてのインテリア・ホームデコレーションコレクションをデザインした。このコレクションには、家庭用リネン、ガラス製品、クッション、スロー、ラグが含まれていた。また、彼女の特徴的なプリントを使用してネクタイ、ランジェリー、香水も作り出した。1995年にはカリフォルニアにスタジオを設立し、インテリアデザイン事業を展開した。
2001年、サンディエゴ・オペラからモーツァルトの「魔笛」の衣装デザインを依頼された。2004年には、同オペラのビゼー作「真珠採り」の舞台と衣装をデザインした。また、ヒューストン・グランド・オペラとイングリッシュ・ナショナル・オペラのヴェルディ作「アイーダ」のデザインも手がけた。2002年には、ロンドン交通局のためにポスターをデザインし、テムズ川を、ロンドンのランドマークをジュエリーとして身につけた女性として表現した。

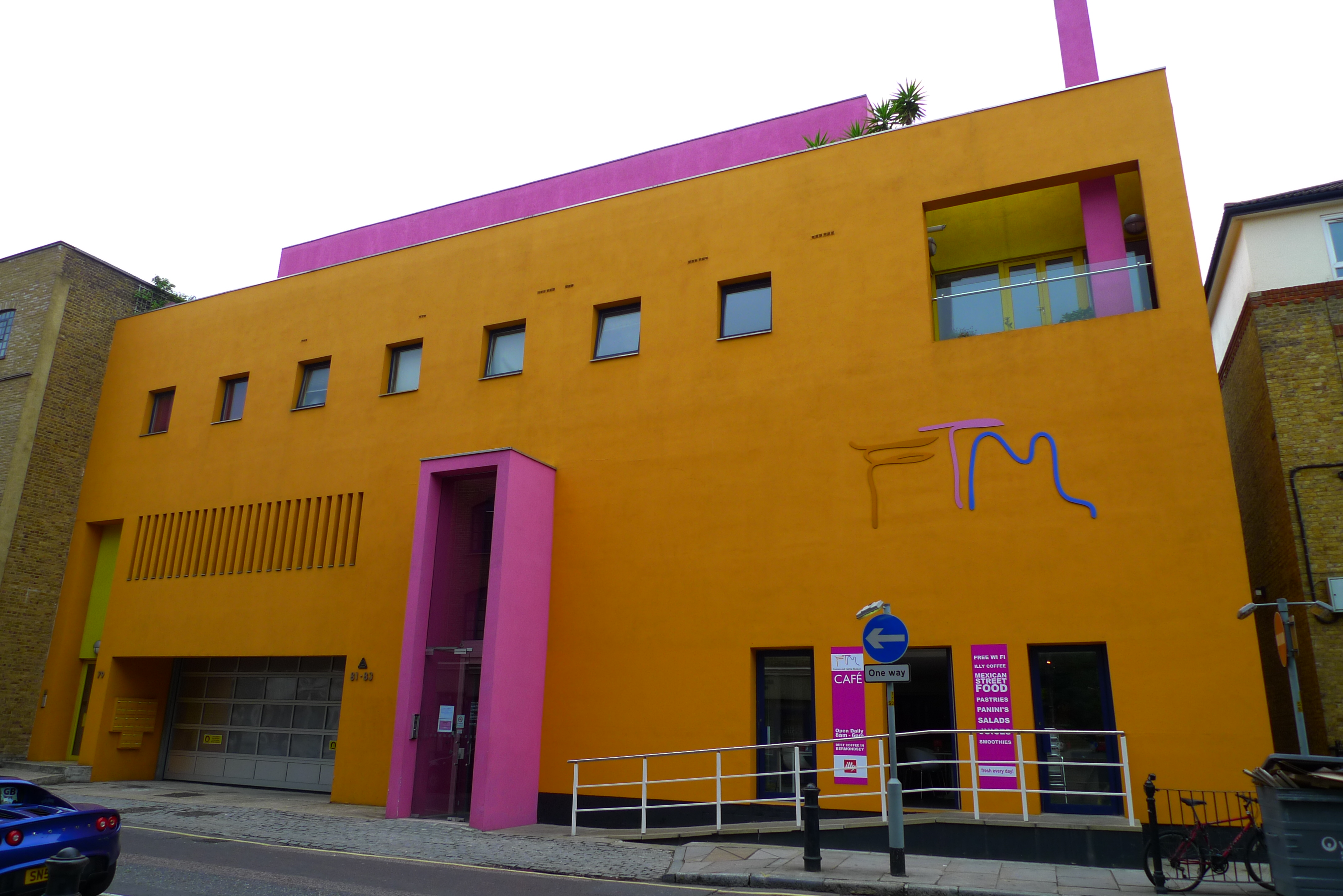
ファッション・アンド・テキスタイル・ミュージアム

ローズは2003年5月にオープンしたロンドンのファッション・アンド・テキスタイル・ミュージアムの創設者である。この400万ドルのプロジェクトは、建築家リカルド・レゴレッタによって約7年かけて建設された。このミュージアムは、ファッションを学ぶ学生のための展示会や教育プログラムを提供している。館内には図書館と講義室があり、ファッションが長年にわたって社会に与えてきた影響について学ぶことができる。
最初の展示「マイ・フェイバリット・ドレス」では、オスカー・デ・ラ・レンタ、ダナ・キャラン、ヴァレンティノ、ジョルジオ・アルマーニなど、70人以上のファッションデザイナーのドレスが展示された。ザンドラ・ローズは各デザイナーに展示用のお気に入りのドレスを個人的に1着選んでもらうよう依頼した。ミュージアムには様々なデザイナーの衣服が所蔵されているが、ローズは自身のデザイン以外も展示に含めることを重視した。また、自身のオリジナル衣服3000点とスケッチブック、シルクスクリーンも収められている。ファッション・アンド・テキスタイル・ミュージアムは年間を通じて展示を変えながら公開している。
2006年9月22日、BBC Radio 4の長寿ソープオペラ「ジ・アーチャーズ」に本人役で出演した。2007年にはヘリオット・ワット大学から名誉博士号を授与された。BBCの「アブソルートリー・ファビュラス」の第2シーズンでも本人役で出演した。また、「プロジェクト・キャットウォーク」第3シーズンの第1話ではゲスト審査員を務めた。
マークス＆スペンサーは2009年末までに、ローズによってデザイン・制作された高級「ザンドラ・ローズ」コレクションを大規模な店舗で販売し始めた。彼女自身のジュエリーコレクションもあり、オリエンタル・ウィスパー・コレクション、パンク・シック・コレクション、ラブリー・リリーズ・コレクション、シグネチャー・コレクション、マンハッタン・レディ・コレクションの5つのコレクションがある。
2010年11月、ローズはUCA芸術大学の学長に任命された。この大学は、イギリスで最も新しい大学の一つで、アートとデザインに特化した2番目の大学である。正式な就任式は2010年6月にホワイトホールのバンケットハウスで行われ、ファッションショーも併せて開催された。
2011年8月には、アデル・マリー・ロンドンとのコラボレーションによる新しいジュエリーコレクション「Zandra Rhodes for Adele Marie」を発表した。このコレクションは、ローズの初期のテキスタイル作品をジュエリーとして再現したものとなっている。また、2010年には、ブループリント社のライセンスのもとでハンドバッグコレクションを発表し、さらにベッドリネンや改良されたアウトドアウェアのラインも手がけた。
2013年3月26日、ローズは自身のプライベートアーカイブから象徴的な衣服500点のデジタル・スタディ・コレクションを公開した。これには、デザイン画やスタジオでの舞台裏のインタビュー、チュートリアルも含まれている。このデジタル・スタディ・コレクションは、UCA芸術大学が主導し、英国情報システム合同委員会が資金を提供したプロジェクトによって開発された。これにより、彼女がデザインした重要な衣服を、世界中の学生が学習できるようになった。
2021年9月、ローズはスウェーデンのIKEAと「KARISMATISKコレクション」と題された、26点のホームウェアコレクションを発表し、世界中の店舗とオンラインで販売を開始した。

## 栄誉と賞
ローズは、1997年のバースデー・オナーズでファッション業界への貢献が評価され、大英帝国勲章（CBE）を授与された。さらに、2014年のバースデー・オナーズでは、イギリスのファッションとテキスタイルへの貢献が認められ、大英帝国勲章デイム・コマンダー（DBE）に昇格した。2024年、カンタベリー・クライスト・チャーチ大学より名誉博士号を授与された。

### その他の受賞
- 1972年 イギリス貿易ファッションデザイナー・オブ・ザ・イヤー
- 1972年 王立工業デザイナー、王立芸術協会[5][36]
- 1978年 インダストリアル・アーツ協会フェロー[5]、ムーア・カレッジ・オブ・アート・アワード（フィラデルフィア）[5]
- 1979年 デイタイム・エミー賞、パフォーミング・アーツ・コスチュームデザイン部門における優秀個人業績[37]
- 1983年 ブリティッシュ・デザイナー、衣服輸出評議会および国家経済開発委員会
- 1985年 アルファ賞、ベストショー・オブ・ザ・イヤー（サックス・フィフス・アベニュー、ニューオーリンズ）[37]
- 1986年 ウィメン・オブ・ディスティンクション・アワード、ノースウッド・インスティテュート（ダラス）[38]
- 1990年 ナンバーワン・テキスタイル・デザイナー、オブザーバー・マガジン[38]
- 1995年 殿堂入り賞、ブリティッシュ・ファッション・カウンシル
- 1997年 ゴールデンハンガー賞、カリフォルニア・カレッジ・オブ・ファッション・キャリアーズ（サンディエゴ）[38]
- 1998年 リーディング・ウーマン・アントレプレナー・オブ・ザ・ワールド、スター・グループ・USA[38]、デル・マー・テラスの名誉を称えたナショナル・テラゾー＆モザイク協会[38]
- 2006年 モンブラン・デ・ラ・カルチャー・アーツ・パトロネージュ・アワード[39]
- 2019年 ウォルポール・ブリティッシュ・ラグジュアリー・レジェンド・アワード[6]

## 私生活
ローズは、ワーナー・ブラザーズの元社長であるサラ・M・ハッサネイン（1921年–2019年）について、長年のパートナーであり、彼女の人生で最も愛した人と表現しており、彼が2019年に亡くなるまでその関係は続いた。
ローズは、胆管に影響を与える稀少で攻撃的ながんである胆管がんのサバイバーである。2025年初め、彼女は胆管がんの慈善団体AMMFと提携し、一般的に予後が非常に悪いこのがんについての教育と認知度向上を続けている。
ロンドン・バーモンジー在住。

## 語録
「でも、たとえ世界一優れたデザインを発表しても、売ることができないとしたら何の意味があって？」